# VPS37C
VPS37C (англ. VPS37C, ESCRT-I subunit) – білок, який кодується однойменним геном, розташованим у людей на 11-й хромосомі. Довжина поліпептидного ланцюга білка становить 355 амінокислот, а молекулярна маса — 38 659.
| 10         |  | 20         |  | 30         |  | 40         |  | 50         |
| ---------- |  | ---------- |  | ---------- |  | ---------- |  | ---------- |
| METLKDKTLQ |  | ELEELQNDSE |  | AIDQLALESP |  | EVQDLQLERE |  | MALATNRSLA |
| ERNLEFQGPL |  | EISRSNLSDR |  | YQELRKLVER |  | CQEQKAKLEK |  | FSSALQPGTL |
| LDLLQVEGMK |  | IEEESEAMAE |  | KFLEGEVPLE |  | TFLENFSSMR |  | MLSHLRRVRV |
| EKLQEVVRKP |  | RASQELAGDA |  | PPPRPPPPVR |  | PVPQGTPPVV |  | EEQPQPPLAM |
| PPYPLPYSPS |  | PSLPVGPTAH |  | GALPPAPFPV |  | VSQPSFYSGP |  | LGPTYPAAQL |
| GPRGAAGYSW |  | SPQRSMPPRP |  | GYPGTPMGAS |  | GPGYPLRGGR |  | APSPGYPQQS |
| PYPATGGKPP |  | YPIQPQLPSF |  | PGQPQPSVPL |  | QPPYPPGPAP |  | PYGFPPPPGP |
| AWPGY      |  |            |  |            |  |            |  |            |

A: Аланін

C: Цистеїн

D: Аспарагінова кислота

E: Глутамінова кислота

F: Фенілаланін

G: Гліцин

H: Гістидин

I: Ізолейцин

K: Лізин

L: Лейцин

M: Метіонін

N: Аспарагін

P: Пролін

Q: Глутамін

R: Аргінін

S: Серин

T: Треонін

V: Валін

W: Триптофан

Кодований геном білок за функцією належить до фосфопротеїнів. 
Задіяний у таких біологічних процесах, як транспорт, транспорт білків. 
Локалізований у мембрані, ендосомах.